# Vlag van woiwodschap Neder-Silezië

Vlag van woiwodschap Neder-Silezië
(2009-heden)

De vlag van de woiwodschap Neder-Silezië werd aangenomen op 17 december 2009, en toont hetzelfde beeld als het wapen van deze woiwodschap. 
Het wapen toont de adelaar van (Neder-)Silezië, een zwart exemplaar op een geel veld; de adelaar heeft een witte halve maan op zijn borst, voorzien van kruizen. Deze adelaar komt ook in andere Silezische wapens voor. Zo tonen de wapens en vlaggen van de Tsjechische regio's Moravië-Silezië, Olomouc een dergelijke adelaar, net als het Tsjechische nationale wapen. De vlag van Tsjechisch-Silezië bestaat uit de kleuren van de adelaar. Zelfs het wapen van Liechtenstein toont de Silezische adelaar.

## Geschiedenis
De eerste versie van de vlag werd op 27 oktober 2000 aangenomen, en toonde het wapen van de woiwodschap Neder-Silezië op een wit-rode vlag, gebruikt tot 30 oktober 2008. Het wapen was geplaatst op een vlag waarvan de bovenste helft wit is en de onderste rood. Dit was gebaseerd op de vlag van Polen en moet zo de band tussen Silezië en Polen symboliseren.
Deze vlag werd afgeschaft na een klacht die het woiwodschap Neder-Silezië bij de regionale vergadering van 31 januari 2008 had ingediend. De tweede versie van de vlag werd op 30 oktober 2008 aangenomen. Na een negatief advies van de Poolse Heraldische Commissie werd op 23 juli 2009 het ontwerp van een nieuwe vlag aangenomen. Zo is de huidige vlag officieel aangenomen op 17 december 2009.
|  |  |